# Campionati europei giovanili di nuoto 1991
I XVIII Campionati europei giovanili di nuoto e tuffi si sono disputati nelle sedi di Anversa per il nuoto e di Brasschaat per i tuffi dal 1º agosto al 4 agosto 1991.
Hanno partecipato alla manifestazione le federazioni iscritte alla LEN; questi i criteri di ammissione:
- le nuotatrici di 14 e 15 anni (1977 e 1976) e i nuotatori di 16 e 17 (1975 e 1974)
- le tuffatrici e i tuffatori di 16, 17 e 18 anni (1975, 1974 e 1973) per la categoria "A"; Le ragazze e i ragazzi di 14 e 15 anni (1977 e 1976) per la categoria "B".

## Podi

### Uomini
| Evento                | Oro              | Tempo    | Argento             | Tempo    | Bronzo                           | Tempo    |
| Stile libero          |                  |          |                     |          |                                  |          |
| 100 m                 | Uğur Taner       | 51"44    | Béla Szabados       | 51"86    | Oliver Lampe Piermaria Siciliano | 51"89    |
| 200 m                 | Paul Palmer      | 1'50"50  | Béla Szabados       | 1'50"79  | Uğur Taner                       | 1'50"90  |
| 400 m                 | Paul Palmer      | 3'53"44  | Piermaria Siciliano | 3'55"59  | Uğur Taner                       | 3'57"07  |
| 1500 m                | Paul Palmer      | 15'34"84 | Viktor Andreev      | 15'37"27 | Ignacio Díez                     | 15'41"57 |
| Dorso                 |                  |          |                     |          |                                  |          |
| 100 m                 | Marcel Blazo     | 57"73    | Adam Ruckwood       | 58"34    | Didier Calibet                   | 58"55    |
| 200 m                 | Marcel Blazo     | 2'03"25  | Olivér Ágh          | 2'05"28  | Adam Ruckwood                    | 2'05"37  |
| Rana                  |                  |          |                     |          |                                  |          |
| 100 m                 | Andrei Korneev   | 1'03"32  | Nicolas Milhau      | 1'04"55  | András Szaniszló                 | 1'04"58  |
| 200 m                 | Andrei Korneev   | 2'15"46  | Ken Hartl           | 2'18"39  | Thomas Jesering                  | 2'19"56  |
| Farfalla              |                  |          |                     |          |                                  |          |
| 100 m                 | Denis Pankratov  | 55"01    | Uğur Taner          | 55"17    | Sascha Brinkhoff                 | 55"68    |
| 200 m                 | Konrad Gałka     | 1'59"80  | Uğur Taner          | 2'01"00  | Denis Pankratov                  | 2'01"73  |
| Misti                 |                  |          |                     |          |                                  |          |
| 200 m                 | Robert Seibt     | 2'03"95  | Sergei Dorogov      | 2'06"96  | Corrado Sorrentino               | 2'07"61  |
| 400 m                 | Robert Seibt     | 4'24"27  | Sergei Dorogov      | 4'30"30  | Pavel Chromy                     | 4'32"32  |
| Staffette             |                  |          |                     |          |                                  |          |
| 4 x 100m stile libero | Germania         | 3'28"71  | Francia             | 3'28"77  | Svezia                           | 3'28"97  |
| 4 x 200m stile libero | Italia           | 7'38"43  | Germania            | 7'38"84  | Francia                          | 7'40"47  |
| 4 x 100m mista        | Unione Sovietica | 3'47"79  | Germania            | 3'50"06  | Francia                          | 3'52"59  |

### Donne
| Evento                | Oro               | Tempo   | Argento           | Tempo   | Bronzo              | Tempo   |
| Stile libero          |                   |         |                   |         |                     |         |
| 100 m                 | Evgenia Ermakova  | 55"95   | Martina Moravcová | 56"90   | Ricarda Nagel       | 57"36   |
| 200 m                 | Evgenia Ermakova  | 2'01"77 | Ricarda Nagel     | 2'02"40 | Kirsten Vlieghuis   | 2'02"80 |
| 400 m                 | Kirsten Vlieghuis | 4'14"54 | Karen Wammes      | 4'20"37 | Lisa Giagnoni       | 4'20"71 |
| 800 m                 | Kirsten Vlieghuis | 8'42"82 | Ioana Naghi       | 8'46"44 | Sorina Hanceriuc    | 8'52"86 |
| Dorso                 |                   |         |                   |         |                     |         |
| 100 m                 | Nina Živanevskaja | 1'02"87 | Cathleen Stolze   | 1'04"35 | Claudia Stanescu    | 1'04"45 |
| 200 m                 | Nina Živanevskaja | 2'15"74 | Cathleen Stolze   | 2'16"88 | Naomi van der Woerd | 2'17"53 |
| Rana                  |                   |         |                   |         |                     |         |
| 100 m                 | Anna Nikitina     | 1'11"15 | Mary Peters       | 1'12"28 | Magdalena kupiec    | 1'12"54 |
| 200 m                 | Daria Chmeleva    | 2'32"01 | Magdalena Kupiec  | 2'33"96 | Anna NIkitina       | 2'34"13 |
| Farfalla              |                   |         |                   |         |                     |         |
| 100 m                 | Malin Strömberg   | 1'02"17 | Betina Ustrowski  | 1'02"34 | Renata Schulze      | 1'02"79 |
| 200 m                 | Maria Peláez      | 2'16"34 | Malin Strömberg   | 2'17"21 | Maren Flohr         | 2'17"90 |
| Misti                 |                   |         |                   |         |                     |         |
| 200 m                 | Daria Chmeleva    | 2'17"24 | Celine Bonnet     | 2'18"79 | Elena Kovechnikova  | 2'20"69 |
| 400 m                 | Daria Chmeleva    | 4'48"98 | Celine Bonnet     | 4'55"67 | Ioana Naghi         | 4'55"74 |
| Staffette             |                   |         |                   |         |                     |         |
| 4 x 100m stile libero | Unione Sovietica  | 3'52"58 | Germania          | 3'53"98 | Cecoslovacchia      | 3'54"54 |
| 4 x 200m stile libero | Unione Sovietica  | 8'22"26 | Germania          | 8'24"96 | Paesi Bassi         | 8'28"00 |
| 4 x 100m mista        | Unione Sovietica  | 4'14"36 | Germania          | 4'19"47 | Paesi Bassi         | 4'21"01 |

### Tuffi
| Evento                  | Oro            | Punti  | Argento          | Punti  | Bronzo             | Punti  |
| Uomini - categoria "A"  |                |        |                  |        |                    |        |
| trampolino 3m           | Dmitrij Sautin | 596,50 | Shapovalov       | 569,55 | Tony Ali           | 567,90 |
| piattaforma             | Dmitrij Sautin | 640,80 | Thorhalf Förster | 539,90 | Tony Ali           | 509,25 |
| Ragazzi - categoria "B" |                |        |                  |        |                    |        |
| trampolino 3m           | Stefan Ahrens  | 348,00 | Lamasson         | 325,65 | Gerlach            | 320,15 |
| piattaforma             | Gerlach        | 291,00 | Meyer            | 288,45 | Gabriel Chercheres | 284,15 |
| Donne - categoria "A"   |                |        |                  |        |                    |        |
| trampolino 3m           | Vera Il'ina    | 487,05 | Conny Schmalfuss | 469,00 | Eleni Stavridou    | 456,70 |
| piattaforma             | Annika Walter  | 425,50 | Olena Župina     | 404,30 | Conny Schmalfuss   | 382,25 |
| Ragazze - categoria "B" |                |        |                  |        |                    |        |
| trampolino 3m           | Melanie Frerk  | 333,40 | Sandra Gollmer   | 317,15 | Andrea Absolonová  | 299,35 |
| piattaforma             | Anja Richter   | 268,80 | Krieger          | 265,55 | Anca Udvescu       | 257,65 |

## Medagliere
- Nuoto

| Posizione | Paese            | Oro | Argento | Bronzo | Totale |
| --------- | ---------------- | --- | ------- | ------ | ------ |
| 1         | Unione Sovietica | 15  | 3       | 3      | 21     |
| 2         | Germania         | 3   | 10      | 5      | 18     |
| 3         | Gran Bretagna    | 3   | 1       | 1      | 5      |
| 4         | Paesi Bassi      | 2   | 2       | 4      | 8      |
| 5         | Cecoslovacchia   | 2   | 1       | 2      | 5      |
| 6         | Turchia          | 1   | 2       | 2      | 5      |
| 7         | Italia           | 1   | 1       | 3      | 5      |
| 8=        | Svezia           | 1   | 1       | 1      | 3      |
| 8=        | Polonia          | 1   | 1       | 1      | 3      |
| 10        | Spagna           | 1   | 0       | 1      | 2      |
| 11        | Francia          | 0   | 4       | 3      | 7      |
| 12        | Ungheria         | 0   | 3       | 2      | 5      |
| 13        | Romania          | 0   | 1       | 3      | 4      |
| totale    |                  | 30  | 30      | 31     | 91     |

- Tuffi

| Posizione | Paese            | Oro | Argento | Bronzo | Totale |
| --------- | ---------------- | --- | ------- | ------ | ------ |
| 1         | Germania         | 3   | 5       | 1      | 9      |
| 2         | Unione Sovietica | 3   | 2       | 0      | 5      |
| 3         | Ungheria         | 1   | 0       | 1      | 2      |
| 4         | Austria          | 1   | 0       | 0      | 1      |
| 5         | Francia          | 0   | 1       | 0      | 1      |
| 6=        | Gran Bretagna    | 0   | 0       | 2      | 2      |
| 6=        | Romania          | 0   | 0       | 2      | 2      |
| 8=        | Grecia           | 0   | 0       | 1      | 1      |
| 8=        | Cecoslovacchia   | 0   | 0       | 1      | 1      |
| totale    |                  | 8   | 8       | 8      | 24     |